# Arsane

Allgemeine Strukturformel von Arsanen: R^{1}, R^{2}, R^{3} = organische Reste, H

Arsane (Arsenwasserstoffe) sind chemische Verbindungen aus den Elementen Arsen und Wasserstoff bzw. deren Derivate. Die Arsane kann man ebenso wie die verschiedenen Kohlenwasserstoffe in eine homologe Reihe einordnen. Die allgemeine Summenformel lautet  AsnHn+2. Es sind jedoch auch cyclische und polycyclische Arsane AsnHn+m (m = 0, −2, −4, −6, …) bekannt, die strukturell den Phosphanen PnHn+m entsprechen, aber wegen ihrer Instabilität nicht fassbar sind (es existieren jedoch isolierbare Organyl- und Silylderivate). Es existieren zudem Organylarsane RnAsX3−n, sowie Oligo- und Polyarsanorganyle AsmRn (m > 1) mit Ketten, Ringen, Käfigen aus miteinander einfach oder doppelt verknüpften As-Atomen.
Die Bezeichnung Arsenwasserstoff wird ebenso für den häufigsten Vertreter dieser Stoffgruppe verwendet, das Monoarsan.
Die einzelnen Vertreter der früher als Arsine bezeichneten Verbindungen werden nun als substituiertes Arsan bezeichnet, beispielsweise CH3CH2AsH2 als Ethylarsan und C18H15As als Triphenylarsan.
Zur Vermeidung von Mehrdeutigkeiten soll im Deutschen generell auf die traditionellen Namen Arsin usw. verzichtet werden.

## Nomenklatur
Angelehnt an die Nomenklatur der Wasserstoff-Verbindungen des Hauptgruppennachbarn Phosphor (Phosphane) wird die Anzahl der Arsen-Atome in den Verbindungen mit einem vorangestellten griechischen Zahlwort angegeben. Die Anzahl der Wasserstoff-Atome wird bei der Namensgebung der Einfachheit halber nicht berücksichtigt. Beispiel: Diarsan, As2H4. 
Der Name eines gesättigten Arsenhydrids, bei dem ein oder mehrere Arsenatome die Bindungszahl 5 aufweisen, wird durch Ausstatten der Lokanten mit einem Präfix und dem λ5 Symbol am Namen des entsprechenden Arsans gebildet. Allgemein werden die – nur in Form von Derivaten existierenden – wasserstoffreicheren und -ärmeren Stammhydride, bei welchem die Zahl der H-Atome von der 3 abweicht, durch ein vor dem betreffenden Elementwasserstoffnamen gesetztes, durch einen Strich getrenntes Zeichen λn benannt.
Beispiel: H2AsAsHAsH2 Triarsan, H4AsAsH3AsH4 1λ5,2λ5,3λ5-Triarsan

## Geschichte
Louis Claude Cadet de Gassicourt erhitzte 1760 Arsenik im Beisein von Kaliumacetat. Dabei entstand ein Gemisch aus Kakodyl (Tetramethyldiarsan) und Kakodyloxid (Oxybis-dimethylarsan).

## Gewinnung und Darstellung
Tertiäre Arsane (ausgehend vom Monoarsan werden alle drei Wasserstoff-Atome gegen organische Reste ausgetauscht: AsH3 → AsR3) können aus Arsen(III)-chlorid mit Hilfe metallorganischer Reagenzien wie Grignard-Verbindungen gewonnen werden:
{\displaystyle \mathrm {AsCl_{3}+3H_{3}CMgBr\rightarrow 3Mg^{2+}+3Cl^{-}+3Br^{-}+(H_{3}C)_{3}As} }

## Eigenschaften
Arsane sind sehr instabile Verbindungen. Zurzeit sind nur drei unsubstituierte Verbindungen bekannt:
- Monoarsan, dieses wird manchmal auch einfach Arsan oder nach alter Nomenklatur noch Arsin genannt.
- Diarsan
- Triarsan[S 3]

Sie sind nicht beständig gegenüber Luftsauerstoff. Zum Teil entzünden sie sich spontan. Sie reagieren leicht mit Alkylhalogeniden unter Anlagerung von einem weiteren Alkylrest zu einem quartären, das heißt vier organische Reste tragenden Arsoniumsalz:
{\displaystyle \mathrm {(H_{3}C)_{3}As+H_{3}CBr\rightarrow (H_{3}C)_{4}As^{+}+Br^{-}} }
Arsane sind schwache Lewis-Basen. Mit Übergangsmetallen können sie eine Vielzahl von Komplexen bilden, mit Sauerstoff, Schwefel und Halogenen Verbindungen des Typs R3AsO, R3AsS und R3AsCl2.

## Externe Links zu erwähnten Verbindungen
1. ↑  Externe Identifikatoren von bzw. Datenbank-Links zu Ethylarsan:  CAS-Nr.: 593-59-9, ECHA-InfoCard: 100.376.454, PubChem: 6327579, ChemSpider: 11150, Wikidata: Q83082109.
2. ↑  Externe Identifikatoren von bzw. Datenbank-Links zu Kakodyloxid:  CAS-Nr.: 503-80-0, ECHA-InfoCard: 100.376.169, PubChem: 10431, ChemSpider: 10002, Wikidata: Q3069155.
3. ↑  Externe Identifikatoren von bzw. Datenbank-Links zu Triarsan:  CAS-Nr.: nicht vergeben, PubChem: 129849970, Wikidata: Q131829773.